# Ehrenburg
Ehrenburg község Németországban, Alsó-Szászországban, a Diepholzi járásban. Lakosainak száma 1512 fő (2023. december 31.).